# Alexander Maria Schnabel
Alexander Robert Maria Schnabel (* 17. Dezember 1889 in Riga; † 17. Juni 1969 in Hamburg) war ein deutsch-baltischer Komponist.

## Leben und Wirken in Riga
Alexander Maria Schnabel machte schon im Kindesalter die ersten Kompositionsversuche und erhielt mit elf Jahren Klavierunterricht. Von 1907 bis 1914 studierte er an der Kaiserlichen Musikschule in Riga. Trotz erster Erfolge durch Aufführungen von Orchesterwerken wie der Faustsinfonie studierte er von 1908 bis 1910 auch noch Architektur. Im Ersten Weltkrieg wurde er in die Russische Armee eingezogen. Danach nahm er Kompositionsunterricht bei Jāzeps Vītols. Bis zur Umsiedlung 1939 wirkte er in der lettischen Hauptstadt als Konzertpianist, Musiklehrer, Musikschriftsteller und Organisator der Abonnementskonzerte im Schwarzhäupterhaus. Schnabel war der einzige in Riga ansässige deutschbaltische Komponist, von dem ein Werk – das Tanzdrama Der Aufruhr – in der Lettischen Nationaloper zur Aufführung kam. Auch in Deutschland fanden viele Aufführungen (darunter auch Uraufführungen) seiner Werke statt, ab 1933 rissen die Verbindungen dorthin jedoch ab. Seine Kompositionen – neben Orchesterwerken vor allem Lieder, Klavierstücke und Kammermusik – zeichnen sich durch impressionistischen Farbenreichtum aus.

## Zweiter Weltkrieg und letzte Jahre
Der Zweite Weltkrieg brachte die Zerstörung eines großen Teils von Schnabels Lebenswerk. 1939 wurde er wie viele andere Deutschbalten als Folge des Hitler-Stalin-Pakts nach Posen umgesiedelt. Zum 1. November 1941 trat er der NSDAP bei. 1943 gingen zahlreiche Manuskripte und veröffentlichte Werke bei der Zerstörung des Archivs des Leipziger Musikverlags Breitkopf & Härtel durch einen Bombenangriff verloren. Als Schnabel 1945 vor der heranrückenden Roten Armee nach Westen fliehen musste, musste er die Partitur einer Sinfonie, an der er seit fünf Jahren gearbeitet hatte, in Posen zurücklassen. Auf der Flucht ging auch noch der Klavierauszug verloren. Unter dem Eindruck dieses Verlustes gab er das Komponieren auf, spielte im Musikleben fortan keine Rolle mehr und fristete sein Leben mit einem Briefmarkenhandel. Heute sind er und sein Werk weitgehend vergessen.